# Atos IT Solutions and Services
Die Atos IT Solutions and Services GmbH (vom englischen solutions and services für „Lösungen und Dienste“) war eine deutsche Tochtergesellschaft des französischen IT-Dienstleisters Atos SE. 
Das Unternehmen ging aus der IT-Sparte von Siemens hervor und trug bis August 2011 den Namen „Siemens IT Solutions and Services GmbH“ (SIS). Die SIS wurde im Januar 2007 formiert und erwirtschaftete im Geschäftsjahr 2010 einen Umsatz von rund 4,2 Milliarden Euro. International in 42 Ländern vertreten, beschäftigte die SIS weltweit rund 32.000 Mitarbeiter.
Stand 2021 erfolgt der deutsche Markenauftritt inzwischen komplett unter der Atos Information Technology GmbH wie auch früher diese die Konzernmutter benutzte, bis diese sich in Atos SE umbenannte.

## Geschichte Siemens
Ursprünglich entstand das Unternehmen als Ausgliederung von Siemens-internen IT-Abteilungen der Bereiche. Die Siemens Business Services GmbH & Co. OHG (SBS) wurde am 1. Oktober 1995 als Tochtergesellschaft der Siemens AG gegründet. Das junge Unternehmen startete mit 2.100 Mitarbeitern und erwirtschaftete während seines ersten Geschäftsjahres einen Umsatz von einer Milliarde Deutsche Mark. Das Kerngeschäft bestand im Angebot von Dienstleistungen vor allem für die Siemens AG.
Am 1. Oktober 1998 wurde Siemens Nixdorf als Aktiengesellschaft aufgelöst und vollständig in die Siemens AG integriert, wobei große Teile zur SBS wanderten. Die SNI Hardware- und Computerfertigung wurde 1999 in das Joint Venture Fujitsu Siemens Computers AG eingebracht.
Innerhalb des Siemens-Konzerns gehörte SBS seit August 2001 aufgrund von Preisverfall und Managementfehlern zu den „Sorgenkindern“ der Konzernleitung. Im Geschäftsjahr (Ablauf am 30. September 2005) setzte SBS mit weltweit 36.100 Mitarbeitern 5,373 Milliarden Euro um, davon 2,3 Milliarden Euro in Deutschland. 23 Prozent seines Umsatzes erzielte der Bereich nach eigenen Angaben mit seinem Mutterkonzern.
Zum 1. Oktober 2006 wurden die nach der Ausgliederung der Einheit Product Related Services (PRS) in die – der Firma Fujitsu Siemens Computers verbleibenden – bisherigen globalen Konzernbereiche Operation Related Services und Solution Business (SOL) zusammengefasst. Der Bereich SOL bot Softwarelösungen für Kunden aus der Fertigungsindustrie sowie dem öffentlichen Bereich (englisch public sector) an. Etwa 30 Prozent seines Umsatzes machte SOL im Umfeld der SAP-Beratung.
Zum 15. Januar 2007 wurde Siemens Business Services GmbH & Co. OHG in Siemens IT Solution and Services GmbH & Co. OHG (SIS) umfirmiert.
Zum 1. Juni 2007 wurde die SIS GmbH & Co. OHG per Anwachsung als Sparte Siemens IT Solution and Services in die Siemens AG eingegliedert. Dabei entstand später durch die Zusammenlegung der SIS mit anderen Einheiten der sektorübergreifende Geschäftsbereich Siemens IT Solutions and Services. Neben der SIS selbst waren dies PSE (Program and System Engineering, Österreich), SISL (Siemens Information Systems Ltd., Indien), DIP (Development Innovation and Projects, Griechenland) sowie BIC (Business Innovation Center, Schweiz).
Zum 1. Oktober 2010 wurde die SIS in eine eigenständige Gesellschaft, die Siemens IT Solutions & Services GmbH, umgewandelt. Im Zuge dieser Umwandlung sollten bei SIS bis 2011 weltweit etwa 4.200 der 35.000 Stellen reduziert werden; davon in Deutschland rund 2.000 von derzeit etwa 9.700 Stellen.

## Geschichte Atos
Bereits Ende 2010 war der Verkauf an das französische Unternehmen Atos bekannt. Am 14. Dezember 2010 gab Siemens den Verkauf der Firma SIS an Atos Origin (nach der Akquisition Umfirmierung zu „Atos“) zu Juli 2011 bekannt, vorbehaltlich der Zustimmung der Kartellbehörden und der Aktionäre des Käufers. Der Verkauf wurde am 1. Juli 2011 nach Zustimmung der Atos-Aktionäre vollzogen.
Siemens hält nach der Transaktion einen Anteil von 15 Prozent an Atos und ist gleichzeitig dessen größter Kunde. Im Siemenskonzern unterstützte die ehemalige SIS die Siemens-Sektoren Industrie, Energieversorgung und Gesundheitswesen mit IT-Kompetenz. Ein besonderer Fokus lag auf vollständig integrierten und branchenspezifischen IT-Lösungen, die gemeinsam mit den Siemens-Sektoren erarbeitet wurden.
Die heutige Atos IT Solutions and Services GmbH ist außerdem weiterhin Eigentümerin verschiedener IT-Outsourcing-Unternehmungen, beispielsweise der Atos IT-Dienstleistung und Beratung (vormals SBI Ruhr), der WIVERTIS oder der Applied International Informatics.
Stand 2021 erfolgt der Markenauftritt in Deutschland unter Atos Information Technology GmbH. Nur die Tochter Österreich firmiert noch unter dem alten Namen Atos IT Solutions and Services GmbH.

## Unternehmen
Die ehemalige SIS bietet vor allem Dienstleistungen. Dazu gehören Consulting, Systemintegration, Management von IT-Infrastrukturen sowie Software-Entwicklung.
Nach teilweise großen Verlusten schrieb der Siemens-Bereich zwischenzeitlich wieder schwarze Zahlen und erzielte im Geschäftsjahr 2009 (Oktober 2008 bis September 2009) ein Bereichsergebnis von 90 Millionen Euro.
Die SIS beschäftigte zuletzt etwa 35.000 Mitarbeiter weltweit und erzielte einen Umsatz von etwa 4,7 Milliarden Euro (Geschäftsjahr 2009).